# In the End
Az In the End a Linkin Park negyedik kislemeze. A dalszöveg egy ember hibájáról szól.
Az In the End a Linkin Park leghíresebb és legsikeresebb száma, minden toplistán, amelyen rajta volt, benne volt az első tízben, a Billboard Hot 100-on második volt 2002. március 30-án. 2001 novemberében 3 hétig vezette a magyar VIVA TV slágerlistáját.[forrás?] A Z100 Top 100-on első volt 2002-ben. A Blender magazin The 500 Greatest Songs Since You Were Born (500 legjobb szám, mióta megszülettél) listáján 121. lett.

## Videóklip
Az „In the End” klipjét a 2001-es Ozzfest alatt volt forgatták több helyszínen, Nathan "Karma" Cox és Joe Hahn rendezte. A klip háttere a kaliforniai sivatagban lett felvéve, de a zenekar a számot egy los angeles-i stúdióban játszotta el. Erre pedig rászerkesztették a CGI effekteket. A stúdióban zenélés miatt lehetett vízcsöveket rakni a zenekar fölé, majd a klipben eláztatni őket.
A klip egy fantasy világban játszódik ehhez nagyon sok CGI effektet használtak. A zenekar egy óriási szobron játszik, aminek a tetején van egy 'szárnyas katona', ami hasonlóan néz ki mint a Hybrid Theory album borítóján lévő 'szárnyas katona'.
Amikor Mike Shinoda először rappel, lent van a sivatagban és indák nőnek köré, amik később elporladnak, utána kinő a fű. Miközben Mike rappel, Chester a szobron áll, ennek a szélein vízköpők vannak. Ez mögött van egy trapezoid alakú ajtó. A szám vége felé az ég sötét lesz és elkezd esni az eső. Az eső addig esik, amíg a kamera el nem távolodik a szobortól, ekkor lehet látni, hogy ahol Mike rappelt, sivatagból egy mező lett. Az eső közben a hatalmas szobor elkezd mozogni.
A klipet Nathan „Karma” Cox és Joe Hahn rendezte. A látványban Patrick Tatopoulos segédkezett (a nem CGI effektek, ő tervezte a vízköpőket). Megnyerte 2002-ben a „Legjobb Rock Videó” díjat az MTV Awards-on.
Egy óriási bálna repüli körbe a szobrot a videó nagy részében, amit főleg a klip végén lehet látni. A bálna ötlete Joe Hahn fejéből pattant ki.
A „Legend of Zelda” játéksorozat rajongói nagy hasonlóságot vehettek észre a Linkin Park bálnája és a The Legend of Zelda: Link's Awakening játék 'Wind Fish' karaktere között. Valószínűleg csak véletlen egybeesés, mert a Linkin Park nem erősítette meg, hogy a bálnájuk a játék előtti tisztelgés.

## Számlista
A kislemeznek két kiadása volt: a "Part 1" és a "Part 2". A különbség közöttük a számok listája és a borító színe: a „Part 1” borítója sárga, míg a „Part 2” borítója piros.

### Part 1
1. "In the End"
2. "In the End" (Live BBC Radio One)
3. "Points of Authority" (Live at Docklands Arena, London)
4. "In the End" (Video)

### Part 2
1. "In the End"
2. "A Place for My Head" (Live at Docklands Arena, London)
3. "Step Up" (1999 Demo)